# Chouriço goês

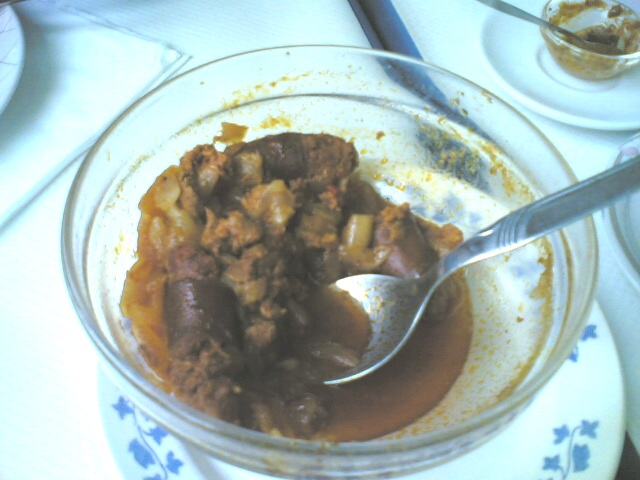
Chouriço goês cozido

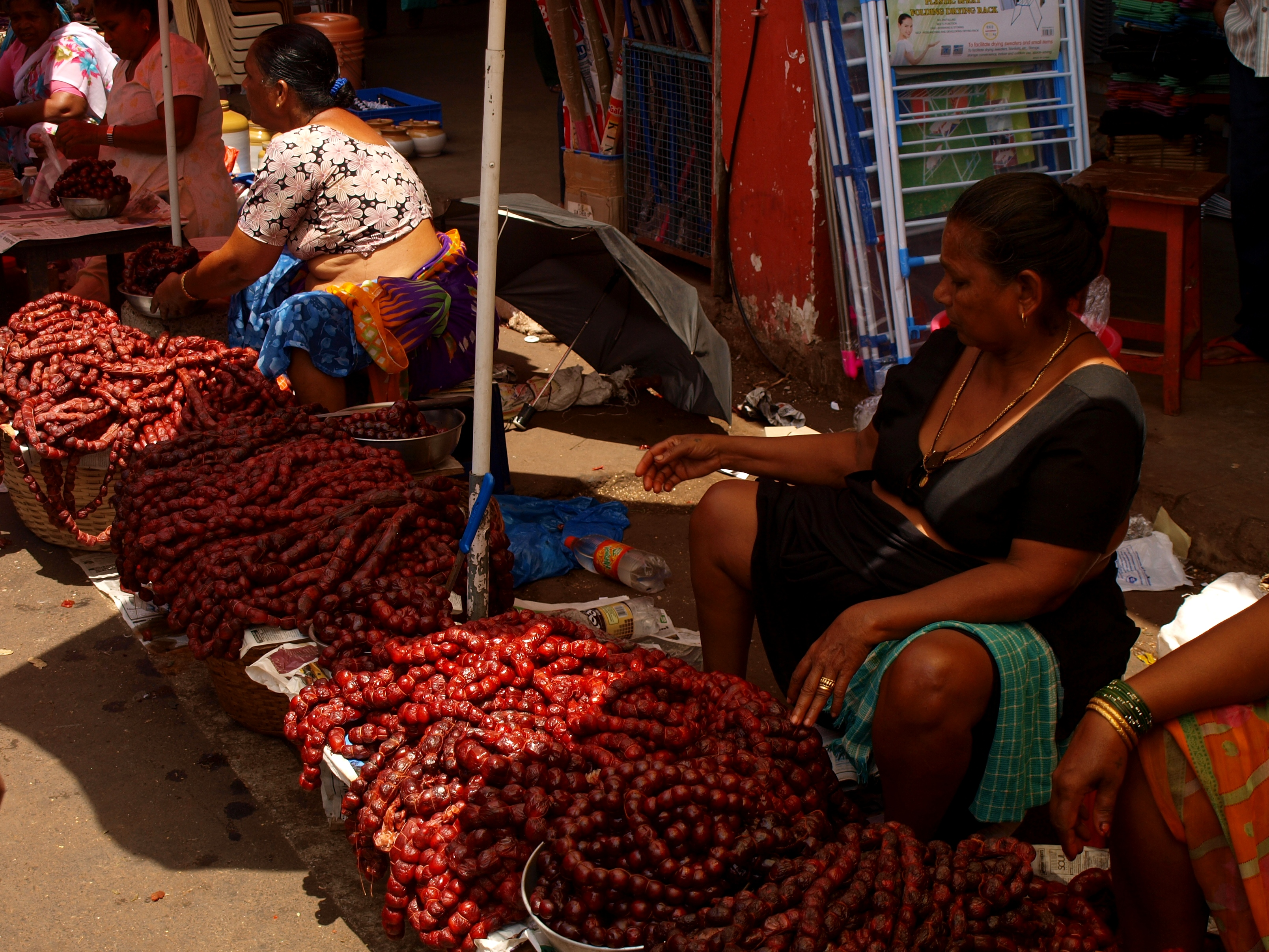
Preparação artesanal e venda de chouriço goês no mercado de Mapuçá.

O chouriço goês é um chouriço típico da culinária indo-portuguesa de Goa, Damão e Diu, outrora pertencentes ao Estado Português da Índia. É confeccionado com carne de porco e diversas especiarias, que o tornam extremamente picante. O seu diâmetro médio é de cerca de 1,5 cm.
É normalmente servido cozido ou frito, acompanhado por arroz branco ou batatas cozidas e, por vezes, também por ovo cozido.
Uma das formas mais simples de o cozinhar consiste em cortá-lo às rodelas e colocá-lo numa panela com água a ferver, cebola cortada picada e um pouco de vinagre. Passando pouco tempo, começará a libertar os seus temperos para a água, dando origem a um molho picante e consistente, de cor avermelhada.

## Fabrico e tradição
O chouriço de Goa é preparado usando cubos de carne de porco salgada e fortemente temperada com especiarias. Após se encherem as tripas, os chouriços resultantes são secos ao sol e depois fumados lentamente. 
De acordo com a tradição, são consumidos em maior quantidade na época das monções, altura em que o peixe é mais escasso.